# Vanessa Ossa
Vanessa Ossa (* 1981 in Bochum) ist eine deutsche Medienwissenschaftlerin.

## Wissenschaftliche Tätigkeit
Vanessa Ossa absolvierte zunächst von 2001 bis 2006 eine Ausbildung als Grafikerin, Fotografin und Filmschaffende an der Ruhrakademie in Schwerte. Sie arbeitete als Grafikerin sowie für Film- und Fernsehproduktionen in der Regieassistenz, ehe sie ab 2011 Medienwissenschaften  an der Universität zu Köln studierte. 2013 schloss sie mit einem Bachelor of Arts ab, 2015 dann mit einem Master of Arts an der Washington University in St. Louis in Germanic Languages and Literatures. Es folgten Anstellungen am Institut für Medienkultur und Theater in Köln und Tübingen sowie 2017 ein Forschungsaufenthalt am Project Narrative der Ohio State University in Columbus. Ihre Dissertation schloss sie 2019 an der Eberhard Karls Universität Tübingen mit der Arbeit The Sleeper Agent in Post-9/11 Media ab, in der sie über die Figur des Schläfers in amerikanischen Medien nach den Anschlägen vom 11. September 2001 forschte. 2020 und 2021 war Ossa als wissenschaftliche Mitarbeiterin sowie als Konferenz-Koordinatorin an der Universität zu Köln, von 2020 bis 2022 war sie auch als Dozentin an der Universität Amsterdam. Am Cologne Game Lab lehrt Ossa Medienwissenschaften und Spieletheorie und ist Konferenz-Koordinatorin.
Ihre Forschungsthemen umfassen Terrorismusdarstellung nach dem 11. September, partizipative Praktiken in der Comickultur, transformatives Erzählen, Fan Studies und Geschichte des Comicfandoms sowie in der Filmwissenschaft Deutscher Film und Deutschland als Medienstandort. Seit 2017 ist Ossa Mitglied der Gesellschaft für Comicforschung, 2020 wurde sie zur Schatzmeisterin gewählt. Die Position hatte sie vier Jahre inne.

## Bibliografie (Auswahl)

### Monografien
- The Sleeper Agent in Post-9/11 Media. London, Palgrave Macmillan, 2022. [Dissertation]

### Herausgeberschaften
- Playful Participatory Practices. Theoretical and Methodological Reflections. Mit Pablo Abend und Benjamin Beil. Wiesbaden, Springer, 2020.
- Threat Communication and the US Order After 9/11: Medial Reflections. Mit David Scheu und Lukas R. A. Wilde. London/New York, Routledge, 2020.
- Comics/Fandom: Interdisciplinary Perspectives on the Intersection of Fan Studies and Comics Studies. Mit Sophie Einwächter, Véronique Sina und Sven Stollfuß. In Participations. Journal of Audience & Reception Studies 2020.
- Comics & Agency: Actors, Publics, Participation. Mit Jan-Noël Thon und Lukas R.A. Wilde. De Gruyter, 2022.
- Gaming the Metaverse. Mit Benjamin Beil, Gundolf S. Freyermuth und Isabelle Hamm. Bielefeld, transcript, 2024.